# المعهد الدولي للدراسات الإيرانية
المعهد الدولي للدراسات الإيرانية، ويعرف اختصارًا بـ«رصانة»، (سابقًا مركز الخليج العربي للدراسات الإيرانية) هو مركزٌ أهليٌّ مستقلٌّ يهتم بالشؤون الإيرانية يتّخذ من مدينة الرياض مركزًا له. تأسس المعهد 4 مارس 2016 تحت اسم مركز الخليج العربي للدراسات الإيرانية، وفي 13 مارس 2018، أعلن المركز عن تحوّله إلى «المعهد الدولي للدراسات الإيرانية» وإدراج مركز الخليج العربي بعد تطويره وتوسيع مهامِّه تحت مظلته، إلى جانب مركز آخَر متخصص في التدريب والتأهيل، والعديد من الوحدات الإعلامية والتطويرية والإدارية، ومكتبة رقمية متخصصة. يتوّلى الدكتور محمد صقر السلمي حاليًّا رئاسة المعهد.

## تصنيفات المعهد
حاز المعهد الدولي للدراسات الإيرانية (رصانة)، على مراتبَ متقدمة في التصنيف العالَمي لمراكز الفكر لعام 2020 / 2021، حيث حافظ على صدارته سعوديًا، فيما تقدم إلى المركز الخامس والعشرين على مستوى مراكز الدراسات الإقليميَّة المتخصّصة.
وجاء في المركز الثامن على مستوى الشرق الأوسط وشمال إفريقيا، والواحد والثلاثين بين أفضل مراكز الفكر على مستوى السياسة الخارجية والشؤون الدولية، والثاني والخمسين بين أفضل مراكز الفكر على مستوى العالم (خارج الولايات المتحدة وداخلها) والأول عربيًا، وأيضًا الثالث والخمسين بين مراكز الفكر على مستوى العالم (خارج الولايات المتحدة) والأول عربيًا. جاء ذلك في التصنيف الصادر عن جامعة بنسلفانيا الأمريكية على مستوى العالم، وضم أكثر من 11175 مؤسَّسة مِن مؤسَّسات الفكر والرأي ومنظمات المجتمع المدني. ويصنِّف تقرير جامعة بنسلفانيا مراكز الدراسات مرتَّبة في أهميتها على مستوى العالَم وعلى مستوى الأقاليم الجغرافية والحقول الموضوعية للعمل والإنتاج على المستوى العالَمي، طبقًا لمجموعة مِن المؤشّرات، تتضمن إدارة وتنظيم الموارد البشريَّة وَالفكريَّة، والإنتاج الفكري والعلمي، ودرجة التأثير في عملية صناعة القرار وتوجيه السياسات. يجدر بالذكر أنَّ 13 مركز فكر سعودي دخل في هذا التصنيف.

## أهداف وخدمات المعهد
حسب رئيس المعهد الدكتور محمد السلمي فإن المعهد يهدف إلى «تقديم الأبحاث المعمقة والدراسات الاستشرافية والتقارير الاستراتيجية المتخصصة والرصد الإعلامي بعدة لغات، من بينها العربية والفارسية والإنجليزية والعبرية وكذلك لغة الأوردو، والعديد من الدورات بعد أن يشرف عليها مدرِّبون متخصصون في الجوانب الاستراتيجية واللغوية من داخل المملكة وخارجها، للوصول إلى أكبر شريحة ممكنة من الباحثين والمهتمين».
ومن الخدمات التي يُقدمها المعهد:
- تقديم دراسات وتقارير إستراتيجية حول قضايا الشأن الإيراني الداخلية والخارجية.
- تقديم الدراسات الاستشرافية للشأن الداخلي الإيراني.
- القيام بدراسات معمقة عن علاقات إيران مع دول العالم.
- عقد شراكات علمية مع معاهد بحثية مماثلة محلياً وإقليمياً ودولياً، وتنظيم الندوات والمؤتمرات وحلقات النقاش حول الشأن الإيراني والمساهمة بفاعلية فيها.
- تقديم دورات شاملة متخصصة في الشأن الإيراني.
- تدريب وتأهيل الباحثين والصحفيين المهتمين بالشأن الإيراني.
- تقديم دورات أساسية ومتقدمة لتعليم اللغة الفارسية.
- نشر وسائط إعلامية مقروءة ومرئية ومسموعة حول الشأن الإيراني.

علاوة على ذلك، يُقدّم المعهد العديد من الدورات المكثفة والمتوسطة، وجميعها تعتمدها المؤسسة العامة للتدريب التقني والمهني ووزارة التعليم، ويشرف عليها مدرِّبون متخصصون في الجوانب الاستراتيجية واللغوية من داخل المملكة العربية السعودية وخارجها.

## إصدارات المعهد

### التقارير الشهرية
يُصدر المعهد تقريرًا شهريًّا باسم «تقرير الحالة الإيرانية» ويرصد فيه أبرز التطوّرات في إيران.

### التقارير الاستراتيجية السنوية
- التقرير الاستراتيجي نصف السنوي الأول (ديسمبر 2016).[5]
- التقرير الاستراتيجي نصف السنوي الثاني (يونيو 2017).[6]
- التقرير الاستراتيجي السنوي 2017.[7]
- التقرير الاستراتيجي السنوي 2018 [8]
- التقرير الاستراتيجي السنوي 2019 [9]
- التقرير الاستراتيجي السنوي 2020[10]

### مجلة الدراسات الإيرانية
- مجلة الدراسات الإيرانية العدد الأول [11]
- مجلة الدراسات الإيرانية العدد الثاني [12]
- مجلة الدراسات الإيرانية العدد الثالث [13]
- مجلة الدراسات الإيرانية العدد الرابع [14]
- مجلة الدراسات الإيرانية العدد الخامس [15]
- مجلة الدراسات الإيرانية العدد السادس [16]
- مجلة الدراسات الإيرانية العدد السابع [17]
- مجلة الدراسات الإيرانية العدد الثامن [18]
- مجلة الدراسات الإيرانية العدد التاسع [19]
- مجلة الدراسات الإيرانية العدد العاشر [20]
- مجلة الدراسات الإيرانية العدد الحادي عشر [21]
- مجلة الدراسات الإيرانية العدد الثاني عشر[22]

### سلسلة قضايا إيرانية
- العائلة والسياسة في إيران [23]
- البازار والمجتمع [24]
- أنماط التهديد الإيراني للأمن الإقليمي [25]
- قراءات مغايرة لولاية الفقيه [26]
- السياسات الإيرانية تجاه العراق وسوريا [27]
- ديناميكية السياسة الإيرانية تجاه آسيا الوسطى والقوقاز [28]
- السياسات الأمريكية في ظل الظاهرة الترامبية [29]

### الكتب
- الدور الإيراني في اليمن وانعكاساته على الأمن الإقليمي[30]
- المؤسسة العسكرية في إيران بين الثورة والدولة [31]
- الجيوبوليتيك الشيعي الواقع والمستقبل[32]
- الفقيه والدين والسلطة (جدلية الفكر السياسي الشيعي بين المرجعيتين العربية والإيرانية) [33]
- الخميني في فرنسا (الأكاذيب الكبرى والحقائق الموثَّقة حول قصة حياته وحادثة الثورة) [34]
- فقه الانتظار (التيارات الدينية الإيرانية والصراع على الحق المطلق للفقيه في الولاية)[35]
- التغلغل الإيراني في دول المغرب العرب: الآليات والتداعيات وخيارات المواجهة[36]
- مركزية العراق في العقل الإستراتيجي الإيراني[37]
- الآخَر العربي في الفكر الإيراني الحديث[38]
- نحو عقل استراتيجي [39]
- الوجود الإيراني في البحر الاحمر والقرن الأفريقي [40]
- الديمقراطية في إيران [41]
- الاحتجاجات الفئوية والتعبئة الاجتماعية في إيران [42]
- مجاميع القرصنة والميليشيات الرقمية الإيرانية [43]
- الحرس الثوري.. قتال على حواف الحلم التوسُّعي [44]
- إيران والمراكز الشيعية في أوروبا: الدور والأبعاد وحدود التأثير [45]
- هياكل الحكم في إيران [46]
- حراك المستضعفين وتآكل مبادئ الثورة الإيرانية [47]
- هياكل الحكم في إيران[48]
- تحت عباءة المرشد: كيف يعمل مكتب خامنئي [49]
- سياسات إيران تجاه القوقاز وآسيا الوسطى.. استثمار الفرص وإبعاد المنافسين [50]
- المناطق الحدودية والدوائر الجيوسياسية الإيرانية[51]

## وصلة خارجية
- الموقع الرسمي